# Berovo
Berovo városa az azonos nevű község székhelye Észak-Macedónia hegyvidékes keleti részén.

## Népesség
Berovo városának 2002-ben 7002 lakosa volt, melyből 6404 macedón, 459 cigány, 91 török, 14 szerb, 6 vlah, 3 bosnyák és 25 egyéb.
A berovói községnek 2002-ben 13 941 lakosa volt, melyből 13 335 macedón (95,7%), 459 cigány (3,3%) és 147 egyéb nemzetiségű.

## A járáshoz tartozó települések
- Berovo
- Budinarci
- Vladimirovo
- Dvoriste
- Macsevo
- Mitrasinci
- Ratevo
- Ruszinovo
- Szmojmirovo

## Gazdaság
A munkanélküliség az egyik legmagasabb az országban (a község teljes népességén belül 31, a fiatalok körében 67%-os), a környék legnagyobb foglalkoztatója a közszféra. A magánszektort néhány szálloda képviseli, amelyek mérsékelt számú turistát vonzanak. Az itt termelt sajt és méz országszerte híres.